# Eupteryx zyluki
Eupteryx zyluki är en insektsart som beskrevs av Irena Dworakowska 1971. Eupteryx zyluki ingår i släktet Eupteryx och familjen dvärgstritar.
Artens utbredningsområde är Sudan. Inga underarter finns listade i Catalogue of Life.